# Puccinellia beckii
Puccinellia beckii är en gräsart som beskrevs av Holmb. Puccinellia beckii ingår i släktet saltgrässläktet, och familjen gräs. Inga underarter finns listade i Catalogue of Life.